# Jack Twyman
John Kennedy "Jack" Twyman (ur. 21 maja 1934 w Pittsburghu, zm. 30 maja 2012 w Cincinnati) – amerykański koszykarz, skrzydłowy, uczestnik spotkań gwiazd, zaliczany do drugiego składu najlepszych zawodników NBA, członek Koszykarskiej Galerii Sław im. Jamesa Naismitha, analityk i komentator koszykarski.
Został wybrany w drafcie 1955 z numerem 8 przez klub Rochester Royals. Spędził w nim całą swoją karierę zaliczając sześć występów w NBA All-Star Game. Zaliczano go dwukrotnie do składów najlepszych zawodników ligi, a w 1958 został jej liderem pod względem skuteczności rzutów wolnych. Za swoje boiskowe osiągnięcia został uhonorowany miejsce w koszykarskiej galerii sław.
12 marca 1958 miał miejsce wypadek, w wyniku którego ucierpiał jego kolega z drużyny, Maurice Stokes. W trakcie ostatniego spotkania sezonu, przeciw Lakers), Stokes przewrócił się podczas ścinania pod kosz, uderzając bardzo mocno głową w parkiet. W wyniku tego zdarzenia stracił przytomność. Powrócił jeszcze na boisko po podaniu soli trzeźwiących, jednak w wyniku powikłań kilka dni później został sparaliżowany i zapadł w śpiączkę. Stwierdzono u niego uszkodzenie mózgu – encefalopatię.
Twyman zajął się Stokesem. Zorganizował fundusze na opiekę medyczną, poprzez założenie fundacji jego imienia – Maurice Stokes Foundation. Zapraszał gwiazdy NBA do udziału w corocznym charytatywnym spotkaniu – Maurice Stokes Memorial Basketball Game. Wraz z upływem lat spotkania te zastąpił turniej golfa – Maurice Stokes/Wilt Chamberlain Celebrity Pro-Am Golf Tournament. Po pewnym czasie został prawnym opiekunem Stokesa i zajął się bezpośrednio zapewnieniem mu należytej opieki. Zajmował się Stokesem aż do momentu jego śmierci – 6 kwietnia 1970, którą spowodował zawał mięśnia sercowego.
9 czerwca 2013 roku władze ligi NBA wprowadziły nową nagrodę – Twyman–Stokes Teammate of the Year Award, wyróżniając Twymana ze względu na jego niezwykłą postawę wobec kolegi z zespołu. Jest ona przyznawana zawodnikowi wyróżniającemu się w danym zespole swoją koleżeńską postawą. Kandydaci do niej są typowani przez zawodników każdej z drużyn NBA. Dwunastu najbardziej koleżeńskich spośród wszystkich bierze udział w finałowej rundzie głosowania, która wyłania zwycięzcę.

## Osiągnięcia
NCAA
- Zaliczony do:
  - II składu All-American (1955 przez NEA, INS)
  - Akademickiej Galerii Sław Koszykówki (2006)[10]
- Drużyna Cincinnati Bearcats zastrzegła należący do niego numer 27

NBA
- 6-krotny uczestnik meczu gwiazd NBA (1957–1960, 1962–1963)[1]
- Wybrany do:
  - II składu NBA (1960, 1962)[2]
  - Koszykarskiej Galerii Sław (Naismith Memorial Basketball Hall Of Fame - 1983)[3]
- Lider w skuteczności:
  - rzutów z gry sezonu zasadniczego (1958)[5]
  - rzutów wolnych play-off (1965)[11]
- Klub Sacramento Kings zastrzegł należący do niego w numer 27[12]